# Capitano di vascello
Cet article possède un paronyme, voir Capitaine de vaisseau.
Capitano di vascello est un grade militaire utilisé par la Marina militare, la marine militaire italienne. C'est un grade d'officier.

## Description
Dans la marine italienne, le grade de Capitano di vascello (C.V.) correspond à celui de colonel dans l'armée de terre, l'armée de l'air et les carabiniers. 
Il est situé entre le capitano di fregata et le contrammiraglio. C'est un grade noté OF-5, selon les codes OTAN.
Les missions généralement confiées aux officiers de ce grade sont le commandement d'un navire ou d'un bureau de l'état-major de la marine.

Insigne de garde-main pour l'uniforme d'hiver ordinaire.